# Highlights and Lowlives
Highlights and Lowlives je osmé studiové album americké heavy metalové skupiny Blue Cheer, vydané v roce 1990. Produkoval ho Jack Endino.

## Seznam skladeb
Všechny skladby napsal(i) Duck MacDonald a Dickie Peterson, pokud není uvedeno jinak. 
| Pořadí | Název                          | Autor            | Délka |
| ------ | ------------------------------ | ---------------- | ----- |
| 1.     | Urban Soldiers                 | Peterson         | 4:09  |
| 2.     | Hunter of Love                 |                  | 5:32  |
| 3.     | Girl from London               |                  | 5:40  |
| 4.     | Blue Steel Dues                |                  | 6:19  |
| 5.     | Big Trouble in Paradise        | Peterson, Rainer | 4:11  |
| 6.     | Flight of the Enola Gay        |                  | 3:49  |
| 7.     | (I'm Your) Hoochie Coochie Man | Dixon            | 5:56  |
| 8.     | Down and Dirty                 |                  | 4:35  |

## Sestava
- Dickie Peterson - baskytara, zpěv
- Duck MacDonald - kytara, doprovodný zpěv
- Paul Whaley - bicí